# 前262年
| 千纪： | 前1千纪 |
| 世纪： | 前4世纪 \| 前3世纪 \| 前2世纪 |
| 年代： | 前290年代 \| 前280年代 \| 前270年代 \| 前260年代 \| 前250年代 \| 前240年代 \| 前230年代                                                     |
| 年份： | 前267年 \| 前266年 \| 前265年 \| 前264年 \| 前263年 \| 前262年 \| 前261年 \| 前260年 \| 前259年 \| 前258年 \| 前257年                       |
| 纪年： | 周赧王五十三年 魯頃公十八年 齊王建三年 趙孝成王四年 魏安僖王十五年 韓桓惠王十一年 秦昭襄王四十五年 楚考烈王元年 衛懷君三十一年 燕武成王十年 |

## 大事记
- 楚人納州於秦以平。
- 白起攻韓，取野王，韓國上黨與本土之間的聯繫被遮斷，上黨守臣馮亭以17城降趙。趙孝成王欲受之，趙豹認為會惹怒秦國，因小失大。平原君請趙王受之，趙王以馮亭為上黨太守。
- 羅馬共和國圍攻阿格里真托，雖敗猶勝，軍心振奮士氣大起。

## 逝世
- 羋戎，戰國時楚國人。羋姓，名戎，又稱辛戎。出身楚國公族，為秦國宣太后同母弟。